# Stefan Kisieliński
Stefan Kisieliński (ur. 13 grudnia 1901 w Morawskiej Ostrawie, zm. 9 marca 1951 w Warszawie) – polski piłkarz, bramkarz, także trener i działacz piłkarski oraz nauczyciel i dziennikarz.

## Życiorys
W pierwszej lidze grał w barwach Polonii Warszawa. W reprezentacji Polski debiutował w rozegranym 20 sierpnia 1926 spotkaniu z Węgrami, które Polska przegrała 1:4. Ostatni raz zagrał latem 1928. Łącznie w biało-czerwonych barwach rozegrał 6 oficjalnych spotkań. 
Ukończył studia historyczne na Uniwersytecie Jagiellońskim, pracował jako nauczyciel i dziennikarz. W latach 30. był nauczycielem w gimnazjum państwowym w Katowicach. W czasie II wojny światowej był więźniem oflagu. Po jej zakończeniu został działaczem sportowym. W latach 1949–1950 był członkiem kapitanatu selekcjonerskiego w kilkunastu spotkaniach polskiej reprezentacji. Oficjalnie popełnił samobójstwo w Warszawie, zimą 1951.
Jego brat Walerian także był reprezentantem kraju, a później szkoleniowcem.
Pochowany na cmentarzu Apostołów Piotra i Pawła przy ul. Henryka Sienkiewicza w Katowicach.

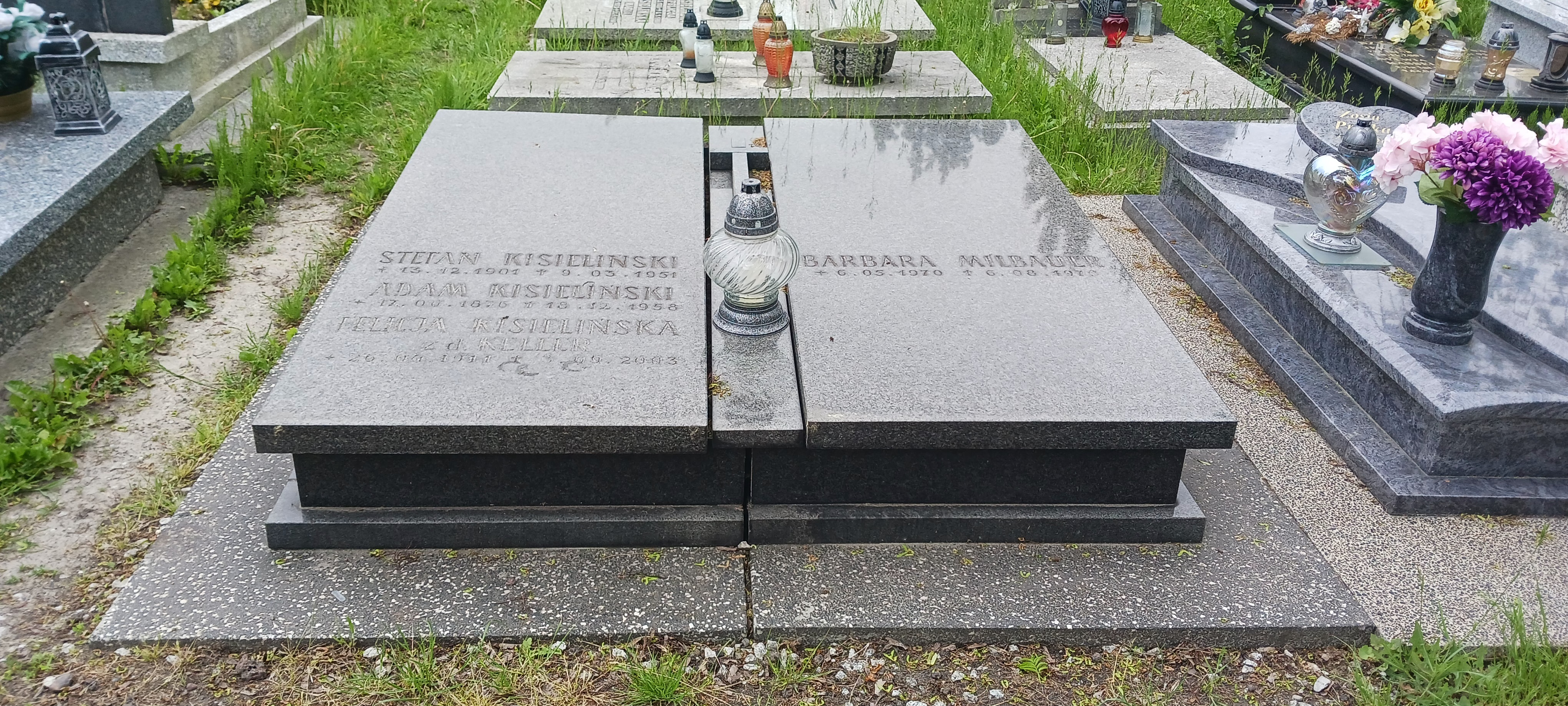
Grób Stefana Kisielińskiego

## Odznaczenie
- Srebrny Krzyż Zasługi (10 listopada 1933)[3]